# Santa Maria de Avioso
Santa Maria de Avioso ist eine ehemalige Gemeinde der Stadt Maia im Norden Portugals.
Das Ortsbild wird bestimmt von der Igreja de Santa Maria de Avioso aus dem 17./18. Jahrhundert. Sie ist der Schutzpatronin des Ortes, der heiligen Maria geweiht.

## Verwaltung
Santa Maria de Avioso war eine Gemeinde (Freguesia) im Kreis (Concelho) von Maia, im Distrikt Porto. Am 30. Juni 2011 hatte die Gemeinde 4490 Einwohner auf einer Fläche von 4,9 km².
Im Zuge der administrativen Neuordnung 2013 in Portugal wurde die Gemeinde Santa Maria de Avioso mit den Gemeinden São Pedro de Avioso, Gemunde, Gondim und Barca zur neuen Gemeinde Castêlo de Maia zusammengeschlossen.